# Al-Wardijja
Al-Wardijja (arab. الوردية) – wieś w Syrii, w muhafazie Aleppo. W 2004 roku liczyła 337 mieszkańców.